# Filmfestivalen i Cannes 2012
Filmfestivalen i Cannes 2012 (franska: Festival de Cannes 2012) var den 65:e officiella upplagan av Filmfestivalen i Cannes. Den hölls i Cannes, Frankrike, från 16 till 27 maj 2012. President för tävlingsjuryn var den italienske filmskaparen Nanni Moretti. Guldpalmen gick till den franskspråkiga filmen Amour av den österrikiske regissören Michael Haneke.

## Huvudtävlan
Följande filmer valdes till huvudtävlan:
| Svensk titel        | Ursprungstitel                                     | Regissör          | Produktionsland                                             |
| ------------------- | -------------------------------------------------- | ----------------- | ----------------------------------------------------------- |
| Moonrise Kingdom    | Moonrise Kingdom                                   | Wes Anderson      | Förenta staterna                                            |
| Rust and Bone       | De rouille et d'os                                 | Jacques Audiard   | Frankrike och Belgien                                       |
| Holy Motors         | Holy Motors                                        | Leos Carax        | Frankrike och Tyskland                                      |
| Cosmopolis          | Cosmopolis                                         | David Cronenberg  | Frankrike och Kanada                                        |
| The Paperboy        | The Paperboy                                       | Lee Daniels       | Förenta staterna                                            |
| Killing Them Softly | Killing Them Softly                                | Andrew Dominik    | Förenta staterna                                            |
|                     | Reality                                            | Matteo Garrone    | Italien och Frankrike                                       |
| Amour               | Amour                                              | Michael Haneke    | Frankrike, Tyskland och Österrike                           |
| Lawless             | Lawless                                            | John Hillcoat     | Förenta staterna                                            |
|                     | 다른 나라에서, Da-reun na-ra-e-suh                 | Hong Sang-soo     | Sydkorea                                                    |
|                     | 돈의 맛, Donui mat                                 | Im Sang-soo       | Sydkorea                                                    |
|                     | ライク・サムワン・イン・ラブ, Like Someone in Love | Abbas Kiarostami  | Frankrike och Japan                                         |
| Änglarnas andel     | The Angels' Share                                  | Ken Loach         | Storbritannien, Frankrike, Belgien och Italien              |
| I dimman            | В тумане, V tumane                                 | Sergej Loznitsa   | Tyskland, Ryssland, Lettland, Nederländerna och Vitryssland |
| Bortom bergen       | După dealuri                                       | Cristian Mungiu   | Rumänien, Frankrike och Belgien                             |
|                     | بعد الموقعة, Baad el mawkeaa                       | Yousry Nasrallah  | Egypten och Frankrike                                       |
|                     | Mud                                                | Jeff Nichols      | Förenta staterna                                            |
|                     | Vous n'avez encore rien vu                         | Alain Resnais     | Frankrike och Tyskland                                      |
| Post tenebras lux   | Post tenebras lux                                  | Carlos Reygadas   | Mexiko, Tyskland, Frankrike, Nederländerna                  |
| On the Road         | On the Road                                        | Walter Salles     | Frankrike och Brasilien                                     |
| Paradis – kärlek    | Paradies: Liebe                                    | Ulrich Seidl      | Österrike, Tyskland och Frankrike                           |
| Jakten              | Jagten                                             | Thomas Vinterberg | Danmark och Sverige                                         |

## Jury

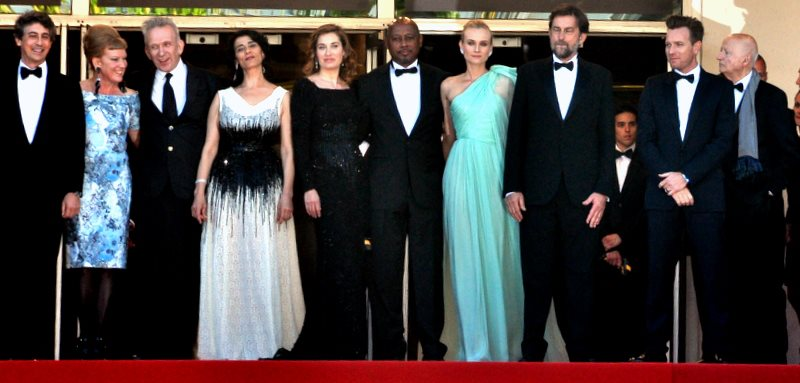
Huvudtävlingens jury från vänster till höger: Alexander Payne, Andrea Arnold, Jean-Paul Gaultier, Hiam Abbass, Emmanuelle Devos, Raoul Peck, Diane Kruger, Nanni Moretti och Ewan McGregor; längst till höger festivalpresidenten Gilles Jacob

Huvudtävlingens jury utgjordes av följande:
- Nanni Moretti, italiensk filmare, jurypresident
- Hiam Abbass, palestinsk skådespelare och regissör
- Andrea Arnold, engelsk filmare
- Emmanuelle Devos, fransk skådespelare
- Jean-Paul Gaultier, fransk modeskapare
- Diane Kruger, tysk skådespelare
- Ewan McGregor, skotsk skådespelare
- Alexander Payne, amerikansk filmare
- Raoul Peck, haitisk filmare

## Priser
Huvudtävlan:
- Guldpalmen – Amour av Michael Haneke
- Festivalens stora pris – Reality av Matteo Garrone
- Jurypriset – The Angels' Share av Ken Loach
- Bästa regi – Carlos Reygadas för Post tenebras lux
- Bästa manuskript – Bortom bergen av Cristian Mungiu
- Bästa kvinnliga skådespelare  – Cristina Flutur och Cosmina Stratan för Bortom bergen
- Bästa manliga skådespelare  – Mads Mikkelsen för Jakten